# Gérard Saint-Cyr
Pour les articles homonymes, voir Saint-Cyr.
Gérard Saint-Cyr, né à Sherbrooke au Québec en 1919 et mort à Caraquet au Nouveau-Brunswick le 10 avril 2014, est un professeur canadien.

## Biographie
Il est directeur de l'École des pêches du Nouveau-Brunswick durant plus de vingt ans. Il fait du bénévolat dans des organismes comme le Club Richelieu. Il s'implique aussi dans les institutions acadienne locale, en tant que président le Festival acadien de Caraquet et vice-président de la Société des Acadiens et des Acadiennes du Nouveau-Brunswick. Il est fait membre de l'Ordre du Canada en 2002.